# Christine Choy
Christine Choy est une cinéaste sino-américaine et militante pour les droits civiques, née à Shanghai en 1952. Elle a co-réalisé Who Killed Vincent Chin ?, un film documentaire à propos du meurtre de Vincent Jen Chin pour lequel elle a été nommée aux Oscars. Elle a co-fondé Third World Newsreel, une agence de presse qui a comme ambition d'agir contre le racisme et pour la justice sociale. Elle produit et réalise plus de quatre-vingts films documentaires et enseigne à la Tisch School of the Arts de l'Université de New York.

## Biographie

### Enfance en Asie
Christine Choy est née à Shanghai en République populaire de Chine sous le nom de Chai Ming Huei, d'un père coréen et d'une mère chinoise. Peu de temps après sa naissance, son père a abandonné la famille pour retourner en Corée du Sud et Christine Choy a été élevée par sa mère dans de grandes difficultés financières.
Après la Révolution culturelle, la famille a fui la Chine continentale via Hong Kong puis la Corée du Sud où Christine Choy a retrouvé son père. À cette période, elle a commencé à regarder, et apprécier, des films américains qui sont diffusés en Corée du Sud tout en étant consciente de la discrimination envers les Asiatiques dans les médias américains.

### Arrivée aux États-Unis et formation
Christine Choy déménage à New York à l'âge de 14 ans. Elle est bénévole pour WBAI au lycée et couvre le procès Panther Twenty-One à Tombs. Au cours du procès, elle gagne la confiance du Black Panther Party et, peu après, elle commence à faire des petites missions pour la section de New York. Elle se décrit elle-même comme une « jeune Panther » et raconte qu'elle « est petite main pour les gros bonnets».
En 1965, Christine Choy reçoit une bourse pour étudier l'architecture au Manhattanville College of the Sacred Heart à New York. Pendant ses études, elle se lie d'amitié avec un groupe de hippies qui faisaient partie de Newsreel. Elle y travaille comme monteuse et directrice d'animation et peu de temps après, elle obtient un diplôme de réalisation à l'American Film Institute.

### Carrière en tant que réalisatrice
En 1972, Christine Choy co-fonde Third World Newsreel avec une amie cinéaste, Susan Robeson. Pour cette agence, Christine Choy réalise des documentaires sur le soulèvement de la prison d'Attica en 1971, la vie des femmes dans les prisons des États-Unis et l'histoire de l'activisme social dans le quartier chinois de New York, la division de la péninsule coréenne ou la lutte de la Namibie pour l'indépendance de l'Afrique du Sud.
En 1974, Christine Choy réalise son premier long métrage documentaire, Teach Our Children. Alors qu'elle et son entourage proche sont confrontés à la pauvreté et aux problèmes de migration, elle a l'idée de réaliser un deuxième documentaire, abordant les problèmes auxquels elle a été confrontée en Chine et en Corée du Sud ainsi que les difficultés qu'elle a rencontrées aux États-Unis. Ce film, From Spikes to Spindles, sort en 1976 et met en avant la communauté migrante chinoise et sa lutte pour l'égalité des droits aux États-Unis.
Avec ces films, Christine Choy devient l’une des premières grandes réalisatrices sino-américaines et elle est souvent considérée comme une cinéaste politique et une militante pour les droits civiques.
L'un des films les plus notables de Choy, Who Killed Vincent Chin ? (1988) est co-réalisé avec Renee Tajima. Le film raconte l'histoire de Vincent Jen Chin, un Américain d'origine chinois, battu à mort avec une batte de baseball par Ron Ebens et son beau-fils, Michael Nitz. Les deux meurtriers sont seulement condamnés à trois ans de probation et à une amende de 3 000 dollars. Trouver le financement pour ce film est difficile en raison du sujet polémique car il met en lumière le racisme de la classe ouvrière à Détroit à une époque où l'industrie automobile américaine est en faillite et où les voitures japonaises gagnent en popularité. Le film redéfinit la définition du cinéma ethnographique et remporte plusieurs prix.
Au Festival du Film de Sundance de 1989 où elle présente Who Killed Vincent Chin ?, Christine Choy partage un logement avec Steven Soderbergh qui était alors à Park City pour la première de Sex, Lies, and Videotape,,. Elle attaque Robert Redford au sujet du manque de diversité à Sundance. Who Killed Vincent Chin ? est nommé pour le prix du Grand Jury du meilleur documentaire au Festival et a remporté un Peabody Award en 1990.
Sa-I-gu (1993), un autre film co-réalisé par Christine Choy, traite de l'effet des émeutes de Los Angeles de 1992 sur la communauté coréenne américaine et aborde frontalement l'animosité raciale envers les Asiatiques en Amérique, et plus particulièrement envers les femmes asiatiques. 
Christine Choy est lauréate d'une bourse Guggenheim, d'une bourse Rockefeller Memorial et d'une bourse du Conseil culturel asiatique.
Après sa carrière de réalisatrice de documentaires, elle devient  professeure à la Tisch School of Arts de New York. Elle y enseigne depuis plusieurs années dans la section « Sight & Sound Documentary » et elle est enseignante invitée à Yale, Cornell, à la Buffalo State University de New York et à la City University de Hong Kong,.
Au cours de ses années d'enseignement, elle a encadré de nombreux étudiants devenus cinéastes, et notamment ses protégés Todd Phillips, Raoul Peck et Brett Morgen.
En 2021, Who Killed Vincent Chin ? rentre au National Film Registry de la Bibliothèque du Congrès. Il est restauré par l'Academy Film Archive et la Film Foundation pour marquer le 40e anniversaire de la mort de Chin. Au même moment, on assiste à une augmentation des crimes haineux contre les Américains d’origine asiatique aux États-Unis dans le contexte de la pandémie de COVID-19. 

## Récompenses
- 1988 : Who Killed Vincent Chin ? - Prix du meilleur documentaire, Festival international du film d'Hawaï
- 1988 : Who Killed Vincent Chin ? - Prix IDA, Association internationale du documentaire
- 1989: Who Killed Vincent Chin ? - Prix des médias asiatiques
- 1989 : Who Killed Vincent Chin ? - Nommé au prix de la photographie, Festival du film de Sundance
- 1989 : Who Killed Vincent Chin ?  - Nommé au Grand Prix du Jury, Long métrage documentaire, Festival du film de Sundance
- 1989 : Who Killed Vincent Chin ? - Nommé à l'Oscar du meilleur long métrage documentaire
- 1997 : Mon Amérique... ou Honk If You Love Buddha - Prix de la photographie, Festival du film de Sundance
- 1998 : The Shot Heard 'Round the World - Prix du Jury, Festival du Film de Bangkok[9]
- 2008 : « Long Story Short » - Prix du public, Long métrage documentaire, VC FilmFest - Los Angeles Asian Pacific Film Festival
- 2008: « Long Story Short » - Mention honorable, Long métrage documentaire, VC FilmFest - Los Angeles Asian Pacific Film Festival
- 2023 : Christine Choy reçoit un prix Hot Docs pour l'ensemble de sa carrière[18]

## Filmographie
| Année   | Titre                                                   | Réalisatrice | Productrice | Directrice de la photographie | Scénariste | Notes                                                           | Ref.   |
| ------- | ------------------------------------------------------- | ------------ | ----------- | ----------------------------- | ---------- | --------------------------------------------------------------- | ------ |
| 1974    | Teach Our Children (court métrage)                      | oui          | oui         | oui                           |            |                                                                 | [ 1 ]  |
| 1975    | Generation of a Railroad Spiker                         | oui          |             |                               |            |                                                                 | [ 1 ]  |
| 1975    | Fresh Seeds in a Big Apple                              | oui          |             |                               |            |                                                                 | [ 1 ]  |
| 1976    | From Spikes to Spindles                                 | oui          |             |                               |            |                                                                 | [ 1 ]  |
| 1977    | History of the Chinese Patriot Movement in the U.S.     | oui          |             |                               |            |                                                                 | [ 1 ]  |
| 1977    | North Country Tour                                      | oui          |             |                               |            |                                                                 | [ 1 ]  |
| 1978    | Inside Women Inside                                     | oui          |             |                               |            |                                                                 | [ 1 ]  |
| 1978    | Loose Pages Bound                                       | oui          |             |                               |            |                                                                 | [ 1 ]  |
| 1978    | A Dream Is What You Wake Up From                        | oui          |             |                               |            |                                                                 | [ 1 ]  |
| 1980    | To Love, Honor, and Obey                                | oui          |             |                               |            |                                                                 | [ 1 ]  |
| 1981    | White Flower Passing                                    | oui          |             |                               |            |                                                                 | [ 1 ]  |
| 1982    | Bittersweet Survival (court métrage)                    | oui          | oui*        |                               |            | *Productrice exécutive                                          | [ 1 ]  |
| 1982    | Go Between                                              | oui          |             |                               |            |                                                                 | [ 1 ]  |
| 1982-83 | Mississippi Triangle                                    | oui          |             |                               |            |                                                                 | [ 1 ]  |
| 1983    | Fei Teir, Goddess in Flight                             | oui          |             |                               |            |                                                                 | [ 1 ]  |
| 1984    | Namibia, Independence Now                               | oui          |             |                               |            |                                                                 | [ 1 ]  |
| 1985    | Monkey King Looks West                                  | oui          |             |                               |            |                                                                 | [ 1 ]  |
| 1986    | Permanent Wave (court métrage)                          | oui          |             |                               |            |                                                                 | [ 1 ]  |
| 1988    | Shanhai Lil's                                           | oui          |             |                               |            |                                                                 | [ 1 ]  |
| 1988    | Who Killed Vincent Chin?                                | oui          | oui         |                               |            | Nommé - Oscar du meilleur film documentaire, 1989               | [ 1 ]  |
| 1989    | Best Hotel on Skid Row                                  | oui          |             |                               |            |                                                                 | [ 1 ]  |
| 1989    | Fortune Cookie: The Myth of the Model Minority          | oui          |             |                               |            |                                                                 | [ 1 ]  |
| 1991    | Homes Apart: Korea                                      | oui          | oui         | oui                           |            |                                                                 | [ 19 ] |
| 1993    | Sa-I-Gu (court métrage)                                 | oui          | oui         | oui                           |            |                                                                 | [ 1 ]  |
| 1995    | A Litany for Survival: The Life and Work of Audre Lorde |              |             | oui                           |            |                                                                 |        |
| 1997    | My America... or Honk If You Love Buddha                |              |             | oui                           |            |                                                                 |        |
| 1997    | Wrongful Death: Hattori vs. Peairs                      | oui          |             |                               |            |                                                                 |        |
| 1997    | The Shot Heard Round The World                          | oui          | oui         | oui                           | oui        | Lauréat - Best Documentary, Bangkok International Film Festival | ,      |
| 1998    | In the Name of the Emperor                              | oui          |             | oui                           |            |                                                                 |        |
| 1998    | Electric Shadow (court métrage)                         | oui          | oui         |                               |            |                                                                 |        |
| 2001    | Ha Ha Shanghai                                          | oui          |             |                               |            |                                                                 |        |
| 2003    | Sparrow Village                                         | oui          |             |                               |            |                                                                 | ,      |
| 2007    | No Fifth Grade                                          | oui          |             |                               |            |                                                                 | [ 24 ] |
| 2007    | Miao Village Medicine                                   | oui          |             |                               |            |                                                                 | ,      |
| 2008    | Long Story Short (court métrage)                        | oui          | oui         |                               |            |                                                                 |        |
| 2014    | Ghina                                                   | oui          | oui         |                               | oui        |                                                                 |        |
| 2016    | Rodney King: Koreatown Reacts (court métrage)           | oui          | oui         |                               |            |                                                                 |        |
| 2016    | ReOrienting Africa (court métrage)                      | oui          | oui         |                               |            |                                                                 |        |
| 2016    | Legal Smuggling with Christine Choy (court métrage)     |              |             |                               | oui        |                                                                 | [ 27 ] |
| 2019    | The Architects of Camellia (court métrage)              | oui          |             |                               |            |                                                                 |        |

### Filmographie en tant qu'actrice et apparitions dans des documentaires
| Année | Titre                                                       | Rôle                 | Remarques | Réf.   |
| ----- | ----------------------------------------------------------- | -------------------- | --- | ------ |
| 1993  | Sa-I-Gu (Court-métrage)                                     | Elle-même            | |        |
| 1994- | Amérique asiatique                                          | Elle-même            | Séries TV |        |
| 2005  | Marc Forster : De Davos à Hollywood                         | Elle-même            | Téléfilm |        |
| 2010  | Cave                                                        | Haeri                | également productrice exécutive |        |
| 2013  | La mort de l'égo (court métrage)                            | Professeure          | |        |
| 2016  | Contrebande légale avec Christine Choy (Court-métrage)      | Elle-même (Voix off) | Réalisé par Noah & Lewie Kloster ; film d'animation | [ 27 ] |
| 2017  | Ressources humaines (Court métrage)                         | Eileen               | |        |
| 2017  | Les cicatrices de Nankin                                    | Elle-même            | Téléfilm |        |
| 2022  | Les exilés                                                  | Elle-même            | Réalisé par Violet Columbus et Ben Klein (anciens étudiants de NYU) ; Lauréat du Grand Prix du Jury, Compétition Documentaire US, Festival du Film de Sundance 2022 | [ 28 ] |
| 2022  | Qui a tué Vincent Chin ? Retour sur le film (Court-métrage) | Elle-même            | |        |